# Мартин Рајл
Мартин Рајл (енгл. Martin Ryle; Брајтон, 27. септембар 1918 — Кембриџ, 14. октобар 1984) био је енглески радио-астроном. Познат је по конструисању садашњих модела радио телескопа. Његови радио-телескопи били су осетљивији и снимци су били бољи због  много веће угаоне моћи раздвајања параболичног рефлектора. Рајл је посматрао најудаљеније објекте у свемиру помоћу нове конструкције, могао је да детектује веома слабе сигнале детаљне структуре удаљених галаксија. 1946. године објавио је своје прве радове. Био је први професор радио- астрономије на Кембриџу и директор прве радио-опсерваторије. Од 1972. до 1982. имао је титулу краљевски астроном.
Године 1974, добио је Нобелову награду за физику за своја астрономска истраживања.

## Детињство, школовање и каријера
Рајл је био други син од петоро деце у породици Џона Алфреда Рајла, професора медицине, и Миријам Пауер. Рајл је био школован кући у Лондону. Био је изузетан ученик и са 13 година уписао је школу у Беркширу. Студирао је физику у Оксфорду и студије завршио 1939. са дипломом из физике. Одмалена се интересовао за инжењеринг и радио астрономију. На универзитету је саградио свој први радио трансмитер а успео је и да отвори прву радио станицу на универзитету у Оксфорду где је студирао.
Године 1939, придружио се тиму за истраживања јоносфере. На почетку Другог светског рата посветио се војсци а касније телекомуникационим истраживањима да би 1942. постао главни научник у тиму. Конкретно, радио је на производњи трансмитера против Немачких радара. Технике прављења радара развијале су се великом брзином за време рата, па је и Рајл морао напорно да ради на трансмитерима за одбрану.
Након што је био запажен као веома интелигентан научник, постао је нетолерантан према својим колегама и отпустио би све оне који нису били бистри као и он. Али такође, знао је како да мотивише и подстакне на рад и зато је његов тим био међу најуспешнијим.

## Након рата
Рајл се накох рата вратио у Кембриџ и бавио се проучавањем природе радио-таласа у свемиру. Испитивао је природу Сунца и његове структуре али тадашњи радио телескопи нису били довољно осетљиви да се одреди тачна структура. Први је саградио интерферометар постављајући више антена раздвојених стотинама метара што је побољшавало угаону моћ раздвајања. Осим радио-сигнала са Сунца детектовао је непознате сигнале из сазвежђа Лабуда и тај извор је постао познат као Cygnus A. 1947. сличан сигнал примљен је из Касиопеје, а доказано је да сигнали потичу од веома масивних галаксија.